# Tschifir

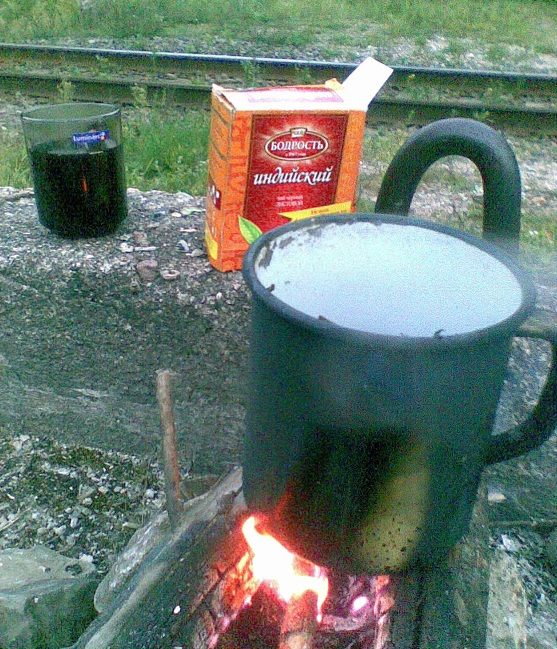
Tschifirzubereitung auf dem Feuer

Beim Tschifir (russisch: чифи́рь, чифи́р transliteriert: čifir') handelt es sich um einen besonders starken schwarzen Tee mit stimulierender Wirkung, welcher aufgrund der dortig verstärkten Herstellung, mit sowjetischen und postsowjetischen Haftanstalten wie Gulags und Gefängnissen in Verbindung gebracht wird. Tschifir gilt somit als ein Teil der russischen Kriminalkultur.

## Wortherkunft
Die genaue Etymologie des Wortes Tschifir ist unklar, jedoch wird vermutet, dass es sich um eine Abwandlung des Wortes Tschichir (чихирь) handelt, welcher die Bezeichnung für einen besonders starken kaukasischen Wein oder  im sibirischen Dialekt einen verdorbenen Wein ist.

## Herstellung
Tschifir wird normalerweise mit 5–8 Esslöffeln (50–100 ml) purem Tee (oder Teebeuteln) pro Person zubereitet. Der Tee wird dabei ohne umzurühren gebraut. Manchmal wird Zucker hinzugefügt, obwohl Tschifir üblicherweise ungesüßt getrunken wird.